# Teoría de la dispersión

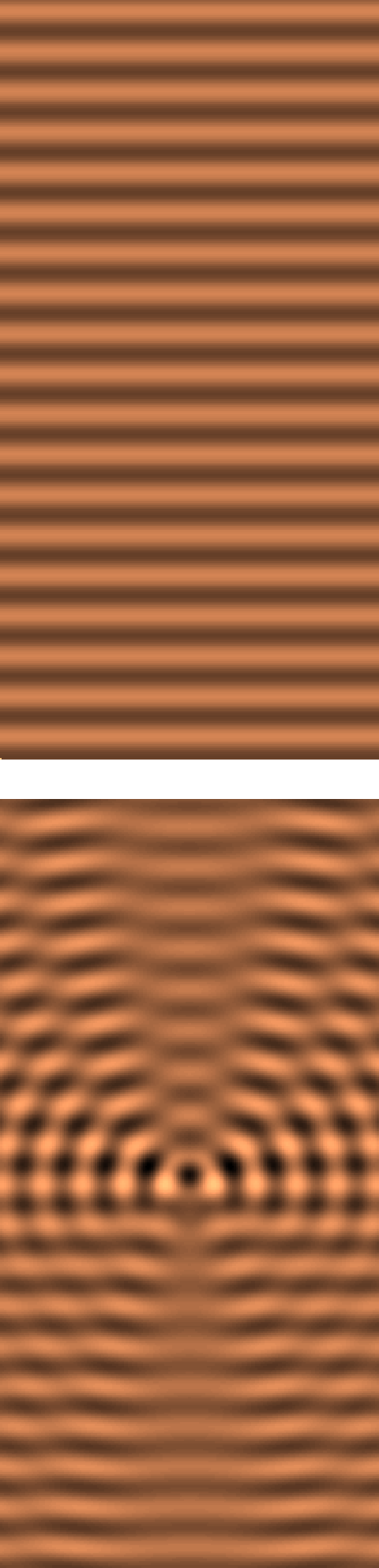
Arriba: la parte real de una onda plana que viaja hacia arriba. Abajo: la parte real de un campo después de insertar en el camino de la onda un pequeño disco transparente con índice de refracción más alto que el índice del medio que le rodea. Este objeto dispersa parte del campo de la onda, aunque en cualquier punto individual, la frecuencia y la longitud de onda se mantienen intactas.

En matemáticas y física, la teoría de la dispersión es un marco para el estudio y la comprensión de la dispersión de ondas y partículas. La dispersión de ondas corresponde a la colisión y dispersión de una onda con algún objeto material, por ejemplo, la dispersión de la luz solar por las gotas de lluvia para formar un arco iris. La dispersión también incluye la dispersión de las bolas de billar en la mesa, la dispersión de Rutherford (o cambio de ángulo) de partículas alfa por oro nuclear, La dispersión de Bragg (o difracción) de electrones y rayos X por un cluster de átomos, y la dispersión inelástica de un fragmento de fisión mientras viaja por una fina capa de aluminio. De forma más precisa, la dispersión consiste en el estudio de como soluciones de las ecuaciones en derivadas parciales, propagándose libremente "en un pasado lejano", se juntan e interactúan unas con otras o con una condición de frontera, y luego se propagan alejándose hacia un "futuro distante".
El problema de dispersión directa es el problema de determinar la distribución de un flujo de radiación/párticula dispersados basándose en las características de lo disperso.
El problema de dispersión inversa es el problema de determinar las caracterícas de un objeto (p.e.: su forma, constitución interna) a partir de los datos de las mediciones de radiaciones o partículas dispersas del objeto.
Desde el comienzo de la radiolocalización, el problema ha encontrado un amplio número de aplicaciones, tales como ecolocalización, mediciones geofísicas, ensayos no destructivos, imagen médica y la teoría cuántica de campos, por nombrar unos pocos.

## Bases conceptuales
Los conceptos usados en la teoría de la dispersión llevan diferentes nombres en diferentes campos. El objeto de esta sección es dar un punto de vista al lector de temas comunes.

### Objetivos compuestos y ecuaciones de rango

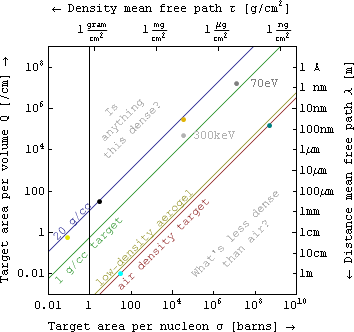
Cantidades equivalentes usadas en la teoría de la dispersión de especímenes compuestos, pero con una variedad de unidades.

Cuando el objetivo es un conjunto de centros de dispersión cuyas posiciones relativas varían de forma impredecible, es normal pensar que una ecuación de rango cuyos argumentos tomen diferentes formas en diferentes áreas de aplicación. En el caso más sencillo de todos se considera una interacción que elimina partículas de un "haz no-disperso" de manera uniforme que es proporcional al flujo I incidente de partículas por unidad de área y unidad de tiempo, p.e. que
{\displaystyle {\frac {dI}{dx}}=-QI\,\!}
donde Q es el coeficiente de interacción y x es la distancia recorrida en el objetivo.
La anterior ecuación diferencial de primer orden tiene soluciones de la forma:
{\displaystyle I=I_{o}e^{-Q\Delta x}=I_{o}e^{-{\frac {\Delta x}{\lambda }}}=I_{o}e^{-\sigma (\eta \Delta x)}=I_{o}e^{-{\frac {\rho \Delta x}{\tau }}},}
donde Io es el flujo inicial, longitud del camino Δx≡x-xo, la segunda igualdad define una interacción de camino libre medio λ, la tercera usa el número de objetivos por unidad de volumen η para definir un área de sección eficaz σ, y la última utiliza la densidad de masa del objetivo ρ para definir un camino libre de densidad media τ. Por lo tanto, se puede convertir entre estas cantidades mediante Q = 1/λ = ησ = ρ/τ, como se muestra en la figura de la izquierda.
En la espectroscopia por absorción electromagnética, por ejemplo, el coeficiente de interacción (e.g. Q en cm-1) se le llama a veces opacidad, coeficiente de absorción, y coeficiente de atenuación. En física nuclear, las secciones transversales de área (e.g. σ en barns o unidades de 10-24 cm²), el camino libre de densidad media (e.g. τ en gramos/cm²), y su recíproco el coeficiente de atenuación de masa (e.g. en cm²/gram) o área por nucleón son todos populares, mientras que en microscopia electrónica el camino libre medio inelástico (e.g. λ en nanómetros) está usualmente, sin embargo, en controversia.

## En física teórica
En física matemática, la teoría de la dispersión es un marco para el estudio y la comprensión de la interacción o la dispersión de soluciones para las ecuaciones en derivadas parciales. En acústica, la ecuación diferencial es la ecuación de onda, y la dispersión estudia como sus soluciones, las ecuaciones de onda, se dispersan desde un objeto sólido o se propagan a través de un medio no uniforme (como las ondas sonoras, en agua marina, provenientes de un submarino). En el caso de la electrodinámica clásica, la ecuación diferencial es de nuevo la ecuación de onda y estudia la dispersión de la luz o las ondas de radio. En mecánica cuántica y física de partículas, la ecuación son las de la electrodinámica cuántica QED, cromodinámica cuántica QCD y el modelo estándar, las soluciones corresponden a las partículas fundamentales. En química cuántica, las soluciones corresponden a átomos y moléculas, gobernado por la ecuación de Schrödinger.

## Dispersión elástica e inelástica
El ejemplo de dispersión en química cuántica es particularmente instructivo, ya que la teoría es razonablemente compleja mientras que tiene una buena base para conseguir una comprensión intuitiva. Cuando dos átomos se dispersan el uno del otro, se los puede entender como soluciones de estado ligado de una ecuación diferencial. Esto es, por ejemplo, el hidrógeno atómico corresponde a una solución de la ecuación de Schrödinger de una fuerza central con una potencia-inversa negativa (i.e., atracción de Coulomb). La dispersión de dos átomos de hidrógeno perturbará el estado de cada átomo, resultando en que uno o ambos se excitan, o incluso se ionizan. Esto es, las colisiones pueden ser elástica (el estado cuántico interno de las partículas no cambia) o inelástica (el estado cuántico interno de las partículas cambia). Desde el punto de vista experimental la cantidad observable es de la sección transversal. Desde el punto de vista teórico la cantidad clave es la matriz S. Las dos técnicas principales para la resolución de problemas de dispersión son el análisis en ondas parciales y la aproximación de Born. 

## El marco matemático
En matemáticas, la teoría de la dispersión trata con una formulación más abstracta del mismo conjunto de conceptos. Por ejemplo, si conocemos que una ecuación diferencial tiene alguna soluciones simples y localizadas, y las soluciones son funciones de un único parámetro, ese parámetro puede tomar el rol conceptual del tiempo. Uno se pregunta entonces que podría pasar si dos de esas soluciones están muy lejos una de otra, en un "pasado distante", y se hace que se muevan una hacia la otra, que interactúen (bajo la restricción de la ecuación diferencial) y después se mueven alejándose en el "futuro". La matriz de dispersión entonces pareja las soluciones en el "pasado distante" con aquellas en el "futuro distante".
Las soluciones de las ecuaciones diferenciales se basan normalmente en las variedades. Normalmente, esto quiere decir que la solución requiere el estudio del espectro de un operador en la variedad. Como resultado, las soluciones normalmente tienen un espectro que puede identificarse con un espacio de Hilbert, y la dispersión se describe entonces como un mapa, la matriz S, en los espacios de Hilbert. Los espacios con un espectro discreto corresponden a estados ligados en la mecánica cuántica, mientras que un espectro continuo está asociado con los estados de la dispersión. El estudio de la dispersión inelástica requiere averiguar como se mezclan los espectros discretos y continuos.
Un importante y notable descubrimiento es la transformada inversa de dispersión, base de las soluciones de muchos sistemas integrables.